# Municipio Villazón
Das Municipio Villazón ist ein Verwaltungsbezirk im Departamento Potosí im südamerikanischen Anden-Staat Bolivien.

## Lage im Nahraum
Das Municipio Villazón ist alleiniges Municipio in der Provinz Modesto Omiste. Es liegt zwischen 21° 39' und 22° 06' südlicher Breite und zwischen 65° 10' und 66° 08' westlicher Länge. Es grenzt im Norden an die Provinz Sur Chichas, im Osten an das Departamento Tarija und im Süden und Südwesten an die Republik Argentinien. Das Municipio erstreckt sich über etwa 120 Kilometer in Ost-West-Richtung und 65 Kilometer in Nord-Süd-Richtung. Hauptstadt des Municipios ist Villazón mit 28.045 Einwohnern.

## Geographie
Villazón liegt im südlichen Teil der kargen Hochebene des bolivianischen Altiplano. Das Klima ist wegen der Binnenlage kühl und trocken und durch ein typisches Tageszeitenklima gekennzeichnet, bei dem die Temperaturschwankungen zwischen Tag und Nacht in der Regel deutlich größer sind als die jahreszeitlichen Schwankungen.
Die Jahresdurchschnittstemperatur liegt bei 11 °C (siehe Klimadiagramm Villazón) und schwankt nur unwesentlich zwischen gut 5 °C im Juni/Juli und gut 14 °C von November bis März. Der Jahresniederschlag beträgt nur etwa 350 mm, mit einer stark ausgeprägten Trockenzeit von April bis Oktober mit Monatsniederschlägen unter 10 mm, und einer Feuchtezeit von Dezember bis Februar mit 70–90 mm Monatsniederschlag.

## Bevölkerung
Die Einwohnerzahl ist zwischen 1992 und 2024 um mehr als die Hälfte angestiegen:
| Jahr | Einwohner | Quelle       |
| ---- | --------- | ------------ |
| 1992 | 31.737    | Volkszählung |
| 2001 | 36.266    | Volkszählung |
| 2012 | 44.645    | Volkszählung |
| 2024 | 49.312    | Volkszählung |

Die Bevölkerungsdichte des Municipios betrug 19,3 Einwohner/km² bei der Volkszählung von 2024, der Anteil der städtischen Bevölkerung ist 79 Prozent. 18 Prozent der Bevölkerung arbeiten in der Landwirtschaft, 11 Prozent in der Industrie, 71 Prozent im Bereich Dienstleistungen. (2001)
Der Anteil der unter 15-Jährigen an der Bevölkerung beträgt 45,3 Prozent. Der Alphabetisierungsgrad bei den über 19-Jährigen beträgt 81 Prozent, und zwar 93 Prozent bei Männern und 72 Prozent bei Frauen. Wichtigste Sprache mit einem Anteil von 97 Prozent ist Spanisch, 44 Prozent der Bevölkerung sprechen Quechua. 84 Prozent der Bevölkerung sind katholisch, 11 Prozent evangelisch.
Die Lebenserwartung der Neugeborenen liegt bei 63 Jahren. 44 Prozent der Bevölkerung haben keinen Zugang zu Elektrizität, 54 Prozent leben ohne sanitäre Einrichtungen.

## Politik
Ergebnis der Regionalwahlen (concejales del municipio) vom 4. April 2010:
| Wahl- berechtigte |  | Wahl- beteiligung | gültige Stimmen |  | MAS-IPSP | FCRP   | A.C.U. | MSM    | AS    | MNR   |
| ----------------- |  | ----------------- | --------------- |  | -------- | ------ | ------ | ------ | ----- | ----- |
| 23.349            |  | 17.978            | 12.714          |  | 6.273    | 2.025  | 1.867  | 1.329  | 798   | 422   |
|                   |  | 77,0 %            | 70,7 %          |  | 49,3 %   | 15,9 % | 14,7 % | 10,5 % | 6,3 % | 3,3 % |

Ergebnis der Regionalwahlen (elecciones de autoridades políticas) vom 7. März 2021:
| Wahl- berechtigte |  | Wahl- beteiligung | gültige Stimmen |  | MAS-IPSP | PAN-BOL | AS     | DEMOCRATAS |
| ----------------- |  | ----------------- | --------------- |  | -------- | ------- | ------ | ---------- |
| 28.695            |  | 22.595            | 16.981          |  | 8.547    | 1.996   | 1.657  | 1.356      |
|                   |  | 78,74 %           | 75,15 %         |  | 50,33 %  | 11,75 % | 9,76 % | 7,99 %     |

## Gliederung
Das Municipio unterteilt sich in die folgenden Kantone (Cantónes):
- 05-1501-01 Kanton Villazón – 23 Ortschaften – 39.429 Einwohner (Volkszählung 2012)
- 05-1501-02 Kanton Moraya – 9 Ortschaften – 646 Einwohner
- 05-1501-03 Kanton Berque – 2 Ortschaften – 112 Einwohner
- 05-1501-04 Kanton Casira – 2 Ortschaften – 560 Einwohner
- 05-1501-05 Kanton Chagua – 7 Ortschaften – 497 Einwohner
- 05-1501-06 Kanton Chipihuayco – 2 Ortschaften – 574 Einwohner
- 05-1501-07 Kanton Mojo – 1 Ortschaften – 117 Einwohner
- 05-1501-08 Kanton San Pedro de Sococha – 3 Ortschaften – 501 Einwohner
- 05-1501-09 Kanton Sarcari – 1 Ortschaft – 95 Einwohner
- 05-1501-10 Kanton Sococha – 2 Ortschaften – 462 Einwohner
- 05-1501-11 Kanton Salitre – 2 Ortschaften – 175 Einwohner
- 05-1501-12 Kanton Sagnasti – 6 Ortschaften – 589 Einwohner
- 05-1501-13 Kanton Yuruma – 2 Ortschaften – 888 Einwohner

## Ortschaften im Municipio Villazón
- Kanton Villazón
  - Villazón 35.167 Einw. – Matancillas 801 Einw. – Berque 291 Einw. – Mojo 253 Einw. – Cuartos 188 Einw.

- Kanton Moraya
  - Moraya 187 Einw.

- Kanton Berque
  - Calahoyo 95 Einw.

- Kanton Casira
  - Casira Grande 358 Einw. – Casira Chica 202 Einw.

- Kanton Chagua
  - Chagua 116 Einw.

- Kanton Chipihuayco
  - Chipihuayco 506 Einw.

- Kanton San Pedro de Sococha
  - Higueras 341 Einw.

- Kanton Sococha
  - Sococha 192 Einw.

- Kanton Sagnasti
  - Sagnasti 278 Einw.

- Kanton Yuruma
  - Yuruma 684 Einw.